# Dragen
Die Dragen war ein 1929 gebautes Torpedoboot und Typschiff der gleichnamigen Dragen-Klasse der dänischen Marine. 1941 musste Dänemark das Boot auf deutschen Druck an die Kriegsmarine verkaufen, die es als Torpedofangboot TFA 3 nutze. Am 14. Mai 1945 sank das Schiff nach einem Minentreffer in der Geltinger Bucht.

## Bau und technische Daten
Als Ersatz für die alten und verbrauchten Torpedoboote der Söridderen-Klasse (auch in der Schreibweise Søridderen-Klasse; Boote: Söulven, Flyvefisken, Söridderen) und der Tumleren-Klasse (Boote Spaekhuggeren, Vindhunden, Tumleren) von 1911 suchte die Führung der dänischen Marine Mitte der 1920er Jahre nach Ersatz. Sie entschied sich für eine verbesserte Version der Söridderen-Klasse, der Dragen-Klasse, für die das Folketing 1929 Mittel für zunächst drei Schiffe bewilligte. Dazu kamen 1933–35 drei weitere Boote der modifizierten Glenten-Klasse. Die Kiellegung des ersten Bootes erfolgte 1929 auf der Orlogsværftet in Kopenhagen unter der Baunummer 148, beim Stapellauf am 8. November 1929 erhielt das Schiff den Namen Dragen („Drachen“). Die Marine stellte das Schiff am 15. Juli 1930 in Dienst.
Das Boot war 59,6 m lang, 5,95 m breit und hatte 2,23 m Tiefgang. Die Wasserverdrängung betrug 284–288 t standard bzw. 335 t maximal. Die Maschinenanlage bestand aus zwei Brown-Boveri-Turbinen mit 6000 PSi, die über zwei Schrauben eine Marschgeschwindigkeit von 21 kn und eine Höchstgeschwindigkeit von 27,5 kn ermöglichte. Die Besatzung sollte ursprünglich aus 46 Mann bestehen, betrug durch zusätzliche Ausrüstung dann 51 Mann. Das Boot war mit zwei Bofors-7,5-cm-Geschützen L/40, zwei Madsen-2,0-cm-Flak, zwei Madsen-8-mm-Maschinengewehren und acht 45,6-cm-Torpedorohren (zwei fest im Bug installiert, zwei mal drei mittschiffs an Deck) bewaffnet. Zusätzlich waren auf dem Boot Minenschienen für 30 bis 40 Minen installiert.

## Geschichte

### Dänische Marine
Bei der Indienststellung am 15. Juli 1930 erhielt das Schiff zusätzlich die taktische Kennung T1. Wie auch die im Juli 1931 dazugekommenen Schwesterschiffe Hvalen (T2) und Laxen (T3) führte die Dragen in den 1930er Jahren Routineaufgaben durch. Neben der Ausbildung der Besatzung nahm das Boot an Übungen sowie Manövern teil und führte Patrouillenfahrten durch. Zu Beginn des Zweiten Weltkrieges befand sich die Dragen in Aarhus und wurde im Herbst mit dem Geschwader nach Frederikshavn verlegt. Hauptaufgaben der Boote waren nun Patrouillen und die Beseitigung treibender Minen. Im strengen Winter 1939/40 waren die Aktivitäten eingeschränkt und die meisten Besatzungen der Marine beurlaubt. Im Frühjahr nahm die Dragen ihre Tätigkeit wieder auf und führte sie bis zum Beginn des deutschen Überfalls am 9. April 1940 (Unternehmen Weserübung) weiter.
Nach der deutschen Besetzung Dänemarks behielt das Land seine Streitkräfte in reduziertem Umfang von zunächst 5300, dann 2200 Soldaten. Als modernste Einheiten der dänischen Marine wurden die Boote der Dragen- und der Glenten-Klasse – damit auch die Dragen – im Marinearsenal Holmen aufgelegt, die Waffen entfernt und die Besatzungen demobilisiert.
Im Januar 1941 forderte Deutschland von Dänemark die sechs Torpedoboote der Dragen- und der Glenten-Klasse, da die Kriegsmarine dringenden Bedarf an Torpedofangbooten hatte und im Ausland Boote für die Ausbildung von U-Boot-Besatzungen suchte. Eine Ablehnung wollte das Deutsche Reich nicht akzeptieren und übte massiven Druck aus, um die Übergabe zu erreichen. Schließlich musste die dänische Regierung nachgeben, im Gegenzug wurde Dänemark die Bereitstellung von Stahl und weiteren Materialien für Neubauten zugesagt. Die Übergabe an die Kriegsmarine erfolgte am 5. Februar 1941. Als Zeichen seines Protestes ließ König Christian X. den Danebrog auf Schloss Amalienborg auf halbmast setzen.

### Kriegsmarine
Aufgrund des Eiswinters konnten die Boote erst im Frühjahr nach Deutschland gebracht werden. Am 1. April 1941 wurden die unbewaffneten Boote der Dragen-Klasse nach Lübeck geschleppt und dort bei den Flender-Werken umgebaut. Unter anderem wurde die Brücke für den ganzjährigen Einsatz geschlossen, der Rumpf entmagnetisiert und als Bewaffnung eine 2,0-cm-Flak C/30 installiert. Am 3. Juli 1942 wurde das Boot als „Torpedofangboot Ausland“ TFA 3 wieder in Dienst gestellt. Alle sechs dänischen Boote wurden der 26. U-Flottille in Pillau und Gotenhafen zugeordnet. Für eine schnelle Identifizierung wurden den Torpedofangbooten geometrische Symbole an den Brückenaufbauten aufgemalt. Zehn Tage nach Kriegsende lief TFA 3 zusammen mit dem Schnellbootbegleitschiff Carl Peters in der Geltinger Bucht auf eine Mine und sank. Das Wrack wurde 1952 gehoben und verschrottet.